# Heteroscada theaphia
Heteroscada theaphia är en fjärilsart som beskrevs av Bates 1862. Heteroscada theaphia ingår i släktet Heteroscada och familjen praktfjärilar. Inga underarter finns listade i Catalogue of Life.